# Bitva u Argentorate
Bitva u Argentorate také známá jako Bitva u Štrasburku proběhla v roce 357 mezi římskou armádou pod velením císaře Juliana a alamanskou kmenovou konfederací pod velením krále Chnodomara. Podle popisu Ammiana Marcellina se odehrála u Argentorata, podle druhé sekce Tabula Peutingeriana u Argentorate, poblíž dnešního Štrasburku.

## Předehra
Na jaře se císař Julianus rozhodl své jednotky rozdělit, lehkou jízdu poslal na jih do okolí města Lugdunum a sám se s hlavním vojem a generálem jezdectva Severem vydal přes Remi (Remeš) do pevnosti Tres Tabernae, ve které si zřídili tábor. Z druhé strany řeky se blížil magister militum Barbatio, který byl vyslán císařem Constantiem II. na pomoc Julianovi s vojenskými operacemi, přičemž měl operovat na druhém břehu Rýna. Nedlouho po zřízení tábora překročili alamanští králové Rýn a přikázali Julianovi, aby okamžitě opustil dobyté území. To Julianus odmítl a Alamani mu tedy vyhlásili válku.
Julianus doufal, že se bude moci spolehnout na Barbatia, ten mu ovšem pomoci nehodlal, protože se nechtěl dělit o zásluhy. Julianus tedy stál proti Alamanům sám s pouhými 13000 vojáky. Což znamenalo proti zhruba dvojnásobné početní přesile.

## Bitva
Alamané měli výraznou početní převahu, ale chyběl jim vojenský výcvik a disciplína. Jejich jednotky byly z velké části složeny z branců. Naproti nim stáli legionáři, kteří byli profesionálními vojáky. Velkou římskou výhodou bylo jezdectvo. Nebylo sice početné, asi 3000 mužů, přesto mělo oproti Alamanům početní převahu. Dělilo se na dvě jednotky cataphartů (těžká jízda), dvě jednotky střední jízdy, jednu jednotku lehké jízdy a jednu jednotku jízdních lučištníků. Jezdci měli většinou meč zvaný spatha, který byl praktičtější v boji z koně. Počet alamanského jezdectva byl oproti římskému poloviční, zhruba 1500 mužů a bylo pouze lehkým jezdectvem. Pokud jde o pozemní jednotky i zde měli Římané výhodu. Dělily se na tři hlavní části, římské legie, které stály v centru a v zadním šiku, což byla těžká pěchota. Poté jednotky pomocných sborů, které stály na křídlech, protože neměly tak kvalitní výzbroj. Třetí částí byli římští pěšáci, ti měli většinou krátký meč gladius a oštěpy na házení. Vpředu stáli lučištníci. Alamané měli hlavně lehké pěšáky, kteří byli nedávno
rekrutováni, menší část pak tvořili zkušenější válečníci, kteří však také měli jen lehčí zbroj. Poměrně rozšířenou zbraní mezi Alamany byl meč a pravděpodobně i sekery a oštěpy. 
Alamanský vůdce Chnodomar si byl vědom římské převahy v jízdě, proto se rozhodl mezi svou jízdu rozestavit lehké pěšáky, kteří budou bodat nepřátelské koně do slabin a dobíjet z nich spadnuvší jezdce. Části svého vojska nařídil, aby se ukryla do lesa, který byl na jejich pravém křídle. Bitva nezačala pro Římany nejlépe, Chnodomariův tah s pěšáky rozestavěnými mezi jízdou se osvědčil. Římská jízda díky nim utrpěla nepříjemné ztráty. Mezi padlými byli i dva její velitelé. Když si smrti svých nadřízených všimli ostatní jezdci, pustili se k zoufalému útěku, kterým odhalili římské pravé křídlo. Naštěstí pro Juliana se zde nacházely jednotky, které byly natolik zkušené, že zvládly po nezbytně nutnou dobu udržet nápor Alamanů. Většina Římanů se nehodlala vzdát, proto se ihned rozjela za prchající římskou jízdou, a jakmile ji dohnala, povzbudila ji k návratu na bojiště. Mezitím se hlavní voj Alamanů povzbuzen útěkem římské jízdy rozběhl vstříc v neuspořádaném šiku proti římské pěchotě a zastavili se až u štítů protivníků, kde došlo k osobním střetům. Na jednom místě se Alamanům podařilo římskou linii prorazit, čehož si dostatečně rychle všimly jednotky v zadním voji a proniknuvší Alamany zatlačily zpět. Magister militum Severus, který velel římskému levému křídlu, předpokládal, že Alamané se před římským protiútokem ukryjí v lese a v příhodně chvíli znovu zaútočí. Proto se rozhodl čekat a připravit je o výhodu překvapení. Je pravděpodobné, že Alamané toto čekání nevydrželi a nakonec zaútočili na připravené Severovi jednotky, které je pravděpodobně díky přesile přemohly. Ve středu bojiště se začala situace obracet ve prospěch římských vojsk. Alamané postupně začali ztrácet síly, naopak u římských vojsk se ukázal tvrdý výcvik a disciplína. Římané postupně převzali iniciativu a donutili Alamany k ústupu, kteří byli současně svými druhy v zadním šiku tlačeni vpřed. Následné tlačenici začali Alamané panikařit, někteří byli ušlapání a někteří se dali na útěk. Prchající Alamany pak pronásledovala navrátivší se římská jízda. Prchajícím Alamanům nezbylo nic jiného, než se pokusit přeplavat Rýn. Vzhledem k tomu, že mnoho Alamanů neumělo plavat či mělo těžké brnění, které je táhlo ke dnu, tak se utopili.

## Konec bitvy a její důsledky
Vůdci Alamanů, králi Chnodomarovi se podařilo uniknout. S družinou dvoustovek jezdců mířil na sever, kde měl nachystané lodě pro případ neúspěchu. S těmi se chtěl přeplavit přes Rýn na své území, kde by shromáždil zbylé síly. Římané ho, ale dostihli a obklíčili na jednom návrší. Chnodomari se v bezvýchodné situaci vzdal a následně byl Římany zajat a poslán k soudu do Mediolana. Zde zemřel. V bitvě zemřelo zhruba 6000 Alamanů. Další zhruba 2000 se utopili v Rýnu. Na římské straně zemřelo údajně pouhých 234 mužů.
Tato bitva byla rozhodující pro další vývoj v této oblasti. Po bitvě se zbytek Alamanů žijících na římském území stáhl za Rýn.